# جبريل سيمون (مدرب كرة قدم)
جبريل سيمون (بالإسبانية: Gabriel Simón)‏ هو مدرب كرة قدم مكسيكي، ولد في 15 ديسمبر 1972 في مدينة مكسيكو في المكسيك.